# کلارنس توماس
کلارنس توماس(به انگلیسی: Clarence Thomas) (متولد ۲۳ ژوئن ۱۹۴۸) یک قاضی دستیار در دیوان عالی ایالات متحده آمریکا که بعد از تورگود مارشال، وی دومین آمریکایی آفریقایی‌تباری است که در دادگاه عالی آمریکا خدمت می‌کند.
نامزدی کلارنس توماس تلخ و جنجالی بود. او به آزار جنسی آنیتا هیل، از وکلای زیردست، متهم شد. اما در نهایت مجلس سنای آمریکا با ۵۲ رأی موافق در برابر ۴۸ رأی مخالف، او را به سمت قاضی دیوان عالی آمریکا گماشت.

## مخالفت با شفاف‌سازی
قاضی توماس گفته بود که «معتقد نیست نیاز به افشای هدایای مهمان‌نوازی شخصی از دوستانی که پرونده‌ای در دیوان عالی ندارند، داشته باشد».